# Larkollen
Larkollen ist eine Ortschaft in der norwegischen Kommune Moss in der Provinz (Fylke) Østfold. Der Ort hat 1544 Einwohner (Stand: 1. Januar 2024).

## Geografie
Larkollen ist ein sogenannter Tettsted, also eine Ansiedlung, die für statistische Zwecke als eine Ortschaft gewertet wird. Der Ort liegt im Südosten Norwegens an der Ostküste des Oslofjords. Die Stadt Moss liegt rund 13 Kilometer weiter nördlich. Bei Larkollen befindet sich die Meerenge Larkollsundet, die das Festland von den Inseln Eldøya und Kollen trennt. Beide Inseln gehen in das Naturschutzgebiet Eldøya-Sletter (Eldøya-Sletter landskapsvernområde) ein.

## Geschichte und Wirtschaft
Im 17. und 18. Jahrhundert wurde Larkollen aufgrund seiner geschützten Lage sowohl für militärische als auch zivile Zwecke als Hafen genutzt. Im Jahr 1712 wurde das Fort Frederiksodde errichtet. Bei Larkollen wurden zudem archäologische Funde aus der Bronzezeit gemacht.
Im 20. Jahrhundert entwickelte sich Larkollen zu einem Bade- und Urlaubsort. Begünstigt wird der Tourismus durch die Nähe zu Oslo. Mit der Zeit entstanden dort neben einigen Hotels auch zahlreiche Hytten und Ferienhäuser. Zudem liegt einer der größten Campingplätze des Landes in Larkollen.

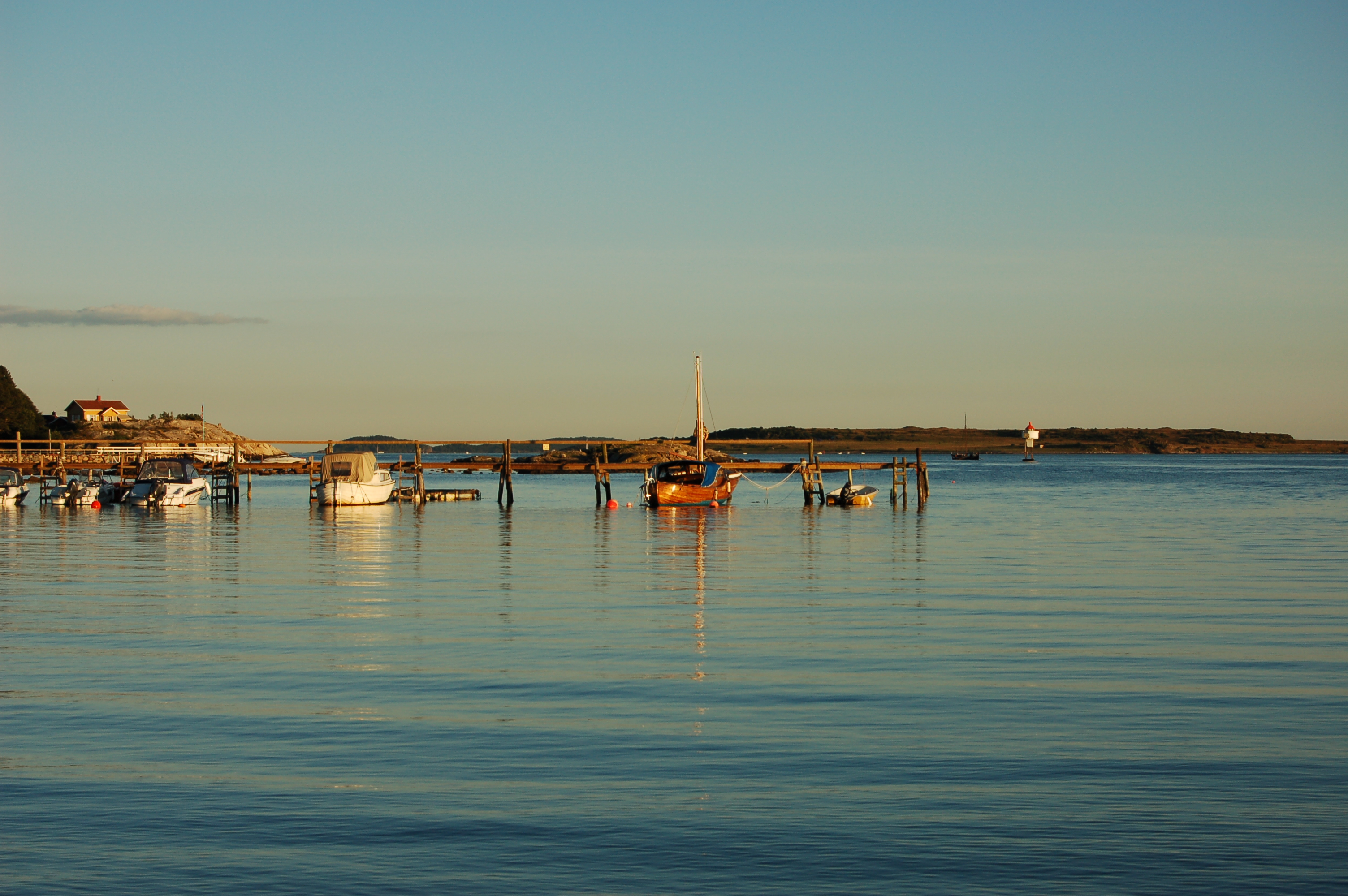
Küste bei Larkollen
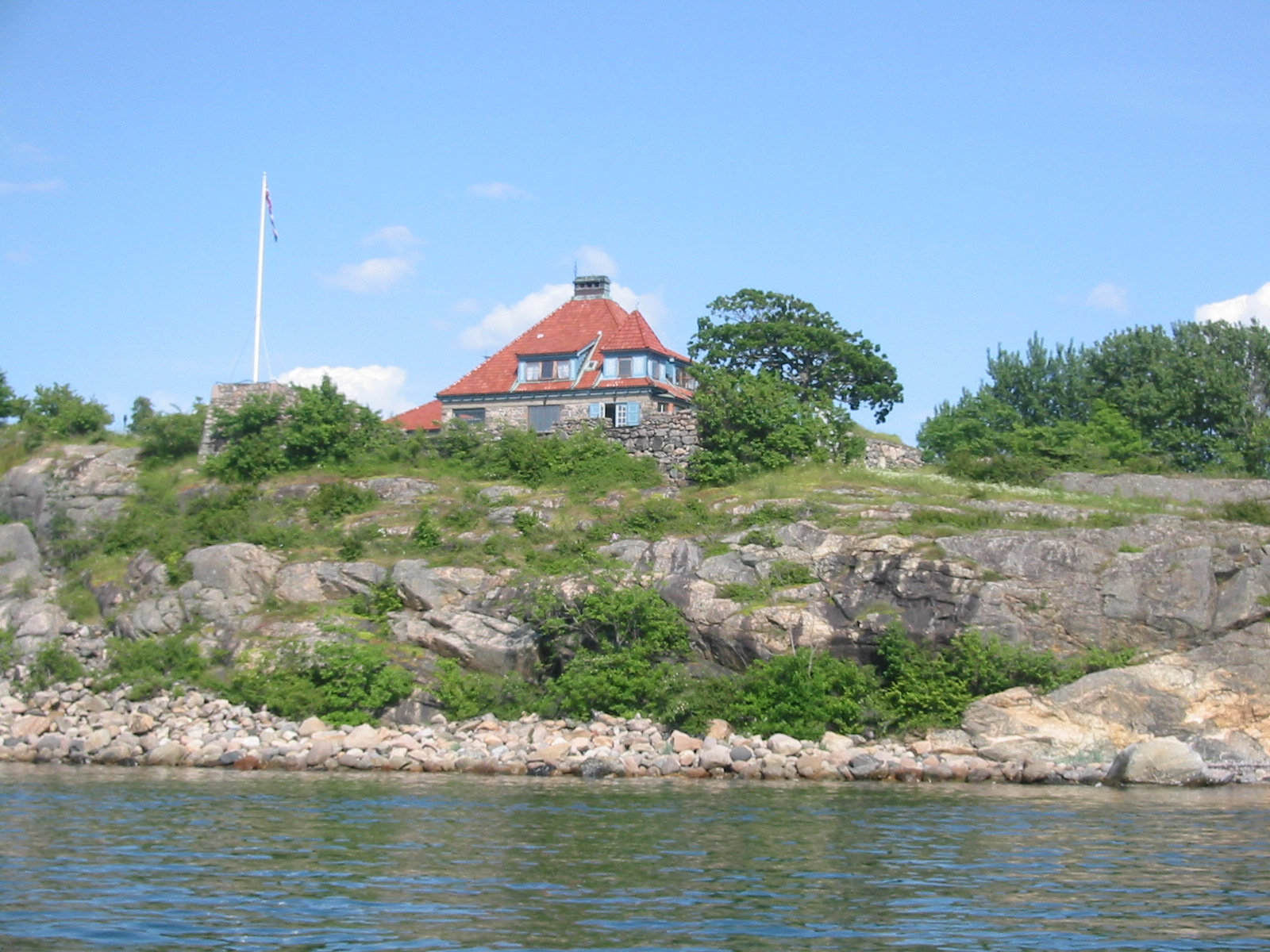
Fredriksodde

## Name
Um das Jahr 1700 wurde Laerkol Eyland als Inselname verwendet. Im Jahr 1743 wurde der Hafen bei Larkollen als Den havn Laurkulen bezeichnet. Die erste Silbe des Namens leitet sich möglicherweise vom altnordischen Wort lǫgr (deutsch „Meer“ oder „Gewässer“) ab. Eine andere Theorie führt den Namen auf *(H)laðar- (deutsch „Ladeplatz“) zurück. Der zweite Bestandteil des Namens entspricht dem Inselnamen Kollen und leitet sich von koll (deutsch „rundliche Bergspitze“) ab.

## Persönlichkeiten
- Marianne Ihlen (1935–2016), Muse des Schriftstellers Axel Jensen und des Sängers Leonard Cohen